# میر احمد ثاراللهی
میر احمد ثاراللهی (متولد ۲۹ فروردین ۱۲۸۴، در رشت – مرگ ۸ تیر ۱۳۶۷، در رشت)، متخلص به ثاری شاعر ایرانی بود.

## زندگی
میر احمد ثاراللهی که در شعر (ثاری) تخلص می‌کند. در روز ۱۸ آوریل ۱۹۰۵ (میلادی) برابر با ۲۹ فروردین ۱۲۸۴ (ه. ش) در رشت متولد شد؛ بنابراین تولد او را می‌توان تقریباً مقارن با پایان انقلاب مشروطه ایران دانست چنانچه خود در مطلع و مقطع قصیده‌ای چنین می‌گوید:
من از آنروز که از مادر گیتی زادم … در کف فتنه اخوان حسود افتادم
ثاری ار ماده میلاد تو خواهند بگو … سر مشروطه‌ام و آخر استبدادم
اجداد پدری ثاراللهی از سادات جلیل القدر موسوی زنجانی الاصل می‌باشند که همه در تقوی و دانش و سبقت در امور خیر معروف بوده‌اند. از جمله آن‌ها  میر حسن معروف است که نخستین احداث‌کننده پل رودبارتان رشت بنام پل میرحسن می‌باشد.
والدش  سید رضا ثاراللهی مردی عالم و پرهیزگار بوده‌است و در دوران حیاتش مردم از محضر شریف او کسب فیض می‌کردند. وی مردی بخشنده و بلند همت بود، از فقرا و مساکین دستگیری و نگاهداری می‌کرد، از حال بیچارگان غافل نبود و تمام مصاعی و درآمد خود را صرف آسایش و اطعام مردم می‌کرد. ساختمان مسجد ثاراللهی واقع در خیابان دکتر-حشمت (لاهیجان سابق) یادگار آن  می‌باشد.
مادر ایشان مرحومه بانو حبیبه زنی صالحه و عارفه و حامی فقرا و داور و فیصله دهنده دعاوی مردم بوده‌است و بارها با کدخدا منشی از منازعه مردم جلوگیری و آنان را با یکدیگر دوست می‌کردند. اندرزهای او در مردم اثر غیبی داشت و بسیار مدیر و بذله گو و دارای ذوق ادبی و لطیفه سرایی بوده‌است و خود او می‌گوید من طبع لطایف و ظرایف گویی را از مادر خود به ارث برده‌ام و به مفاخرت از مادرش در یک قطعه ادبی می‌گوید:
«من نجابت ز مادری دارم»
می‌توان سلسله خانوادی  ثاراللهی را خاندان علم و ادب دانست.
تحصیلاتش درمدارس قدیمه بوده و از محضر والد مرحومش کسب فیض و دانش نموده‌است. در تمام ادوار زندگی مهم‌ترین اوقات او صرف مطالعه کتابهای علمی و همنشینی با اهل علم و فیض بوده و از مطالعه کتاب خوب و درک فیوضات هیچگاه غافل نبوده‌است. اخلاق او بسیار نرم و پسندیده بود و از ابراز حقایق و رک گویی اظهار سخن بی پرده نمی‌توانست خودداری نماید. در لطایف و ظرایف گویی بحدی استاد بود که بقول یکی از دوستانش می‌شود او را "جامع التمثیل" نام گذاشت که قادر است از هر حرفی هزار حرف ساخته و آن را به صورت لطیفه ظاهر نماید.
مجموعه لطایف و ظرایف و هزلیات او به ۲۰۰۰ مورد می‌رسد و خودش معتقد بود که اعمال روزانه مردم لطایف و ظرایف و موجب عبرت بوده و می‌باشد، منتها باید به موقع درک و یادداشت کرد. از اعمال و اقوال شعرا، عرفاً و مردان مشهور داستان‌های شنیدنی و ناشنیده دارد که انسان از شنیدن آن غرق در تفریح و خنده می‌گردد.
اشعارش در نهایت سلاست و روانی است و در انتقاد و هجویات بسیار ماهر و می‌توان گفت استاد است و او را در این فن در ردیف  سرایی می‌توان شمرد و بقدری در هجویات مهارت داد که بقول یکی از دوستانش گفتار او در هجا نقش فی الحجر یا لباس درخور اندام طرف مورد نظر است. با این وصف کسی را از خود نرنجانید و این فن را موجب حب و بعض قرار نداد. در اشعار و ادبیات تابع شعرا و ادباء قدیم بود ولی معتقد بود که باید سبک شعر با وضع زمان تغییر نماید. بیشتر اشعار او در شکایت از وضع زمان و نابسامانی زندگی است. غزلیات، قطعات، رباعیات و قصاید بسیاری سروده و معتقد بود که کار از گفتن و شنیدن شعر و غزل گذشته و باید کار مهمتر و بزرگتری پیش گرفت و گام فراتری برداشت.
اغلب اشعارش در روزنامه هفتگی سایبان بچاپ رسیده‌است. به شعرای قدیم استاد سخن سعدی و حافظ ادارت کامل داشت و به شعرای معاصر خود  عارف قزوینی و ایرج میرزا و شهریار و فرخی یزدی علاقه‌مند بود.

در خدمت وزارت دارائی بوده و در بندر انزلی، رشت و رودسر مدت‌ها به عنوان ریاست دوایر دارائی و غیره مشغول انجام وظیفه بوده تا در سال ۱۳۳۷ بازنشسته شد. پس از آن از طرف دو شهر از استان گیلان (آستانه اشرفیه – کوچصفهان) به عنوان شهردار انتخابی، انتخاب و مشغول حل و فصل امور گردید و خود او در یک قطعه ادبی می‌گوید:
«عمر هرچند که در عسرت و ذلت گذرد … حیف از آن عمر که در خدمت دولت گذرد»
و در قطعه‌ای دیگر می‌گوید:
«یک عمر تلف کردم در خدمت دارائی … با این دل شوریده با این سر سودائی / شد عاقبت این مصرع مصداق براین داعی الی آخر»
میر احمد ثاراللهی به بیشتر نواحی ایران سفر کرده و با مردم بسیار از عالی و دانی همنشینی و معاشرت داشته و تجربیات شیرین و پربها تحصیل نموده و در این همنشینی‌ها و معاشرت‌ها عاقبت بینی و مردم‌شناسی او بسیار با ارزش و قابل تأمل و ملاحظه است.

## مجوعه آثار
این مجموعه‌ها بر این پایه‌اند:
- دیوان اشعار
- کتاب مجموعه طنز لطائف الظرائف
- دیوان مدایح و مراثی اهل بیت تحت عنوان رثاء الحسینی (در دو جلد)

## وفات
وی در عصر روز چهارشنبه هشتم تیر ماه سال شصت و هفت (ه. ش) پس از یک دوره بیماری درگذشت. پیکرش را صبح روز بعد در وادی تازه آباد رشت بخاک سپردند.

## نمونه اشعار
نمونه‌ای از اشعار او:
خواهی که میان خوشدلان فرد شوی
از خواهش دل خوش است دلسرد شوی
تا کی ز پی خواهش دل می گردی
ول کن الف مراد تا مرد شوی
و رباعی:
دنیا گذرد مـحنت دنیا گذرد
این باد صبا از لب دریا گذرد
شادی و غم زمانه خوبی و بدی
بی ما گذرد چنان‌که با ما گذرد
و رباعی در مدح علی بن ابی طالب:
هستی همه حادث است و بنیاد علیست
عالم همه بنده اند و آزاد علیست
دنیا همه کل مِـن علیها فان است
آنکـس که نمرده و نمیرد علیست